# Kamienica Pod Złotym Orłem we Wrocławiu (Rynek)
Kamienica Pod Złotym Orłem (niem. Zum goldenen Adler) – kamienica na wrocławskim Rynku, odbudowana w stylu barokowym.

## Historia kamienicy i jej architektura
Pierwsze ślady budynku mieszkalnego, fundamenty i fragmenty murów, zachowały się do dzisiaj w piwnicy i pochodzą z drugiej połowy XIII wieku. Są to relikty dwutraktowego domu o szerokości połowy lokacyjnej działki, ok. 8,7 metra. W XIV wieku budynek został poszerzony do ok. 14,5 metra i przebudowany. Kamienica zyskała trzeci trakt i oficyny. Z tego okresu, w sieni, zachował się późnogotycki prosty kamienny portal o przenikających się profilach. W górnym poziomie piwnicy oraz w poszczególnych traktach parteru znajdują się fragmenty sklepień krzyżowych, krzyżowo-kolebkowych i kolebkowych. Ich wiek datuje się na okres późnego średniowiecza i początek renesansu.

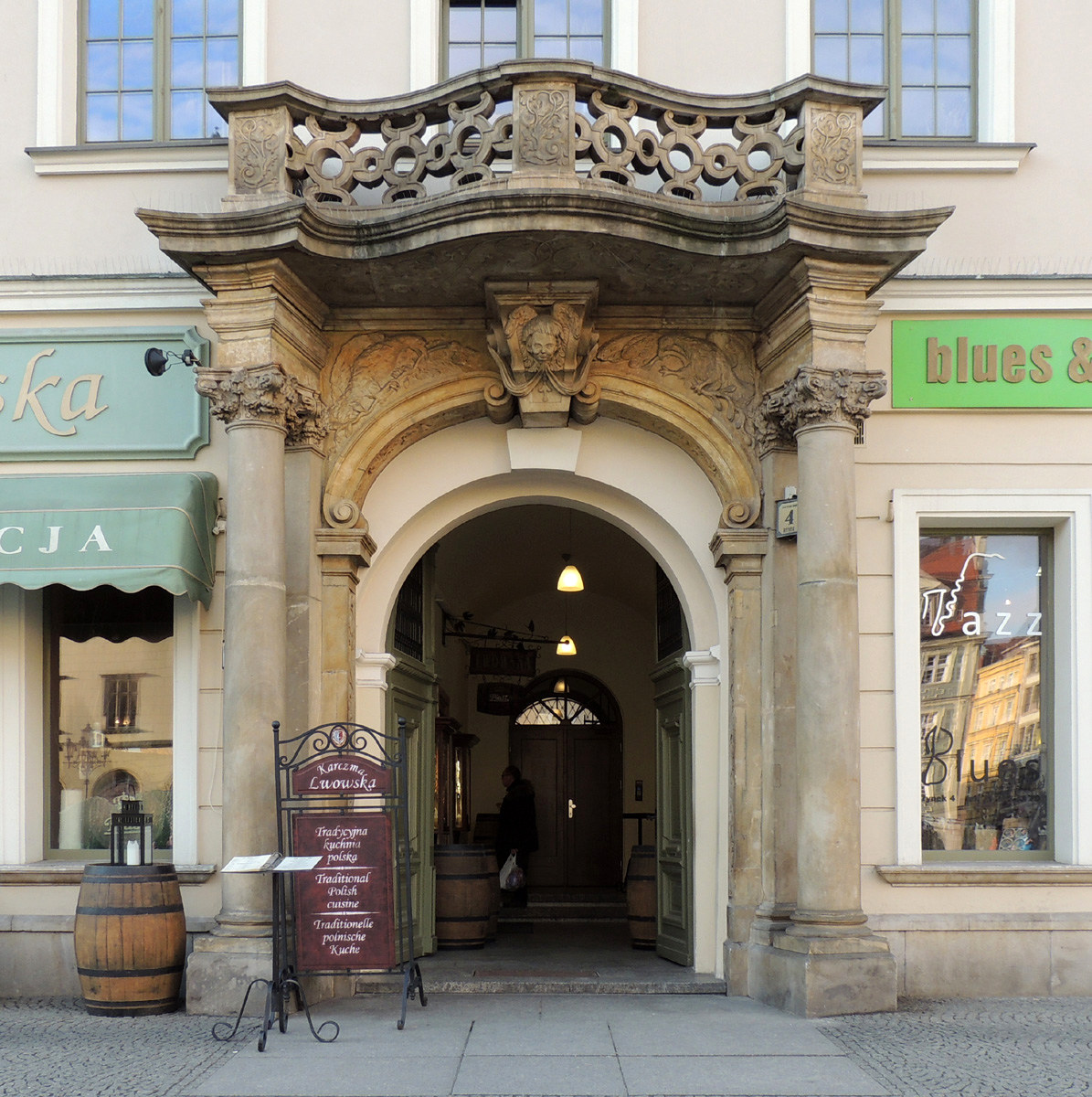
Kamienny barokowy portal balkonowy – wejście do kamienicy

Od 1564 roku kamienica była własnością rodu mieszczańskiego Schillingów. W 1671 roku jej właścicielem była S. Schnebelin, a od 1711 kupiec A.H. Gross. Ten ostatni prawdopodobnie sfinansował rozbudowanie kamienicy, nadając jej styl barokowy. Budynek zyskał dwustopniowy szczyt o wolutowych spływach z boniowanymi lizenami oraz dekoracyjnymi naczółkami (gzyms nadokienny) i podokiennikami. Ostateczny kształt kamienicy został nadany w XVIII wieku; w 1820 został zmieniony układ zadaszenia ze szczytowego na kalenicowy.
Działania wojenne podczas II wojny światowej w bardzo dużym stopniu zniszczyły kamienicę. Jej odbudowa nastąpiła w latach pięćdziesiątych XX wieku. Projektantami byli Maria Czyżewska-Ostrowska i Józef Rachwalski. Wzorowali się oni na barokowym wyglądzie budowli: między innymi przywrócono dwuspadowe zadaszenie szczytowe, co pozwoliło na wydzielenie trzech kondygnacji strychowych. Prócz tego kamienica uzyskała cztery kondygnacje główne i dwie kondygnacje piwnic w układzie trzech traktów, w trakcie środkowym znajdują się schody do piwnicy i na kondygnacje. Nie przywrócono natomiast boniowanych lizen i podokienników. Otwór wejściowy został zupełnie zmieniony. W miejsce dwuskrzydłowych drzwi otoczonych prostym portalem wstawiono kamienny barokowy portal balkonowy pochodzący pierwotnie z dawnego pałacu Schreyvoglów, znajdującego się przy ul. Wita Stwosza 26 a rozebranego w 1886 roku. Portal został wówczas wmontowany w tylne wejście powstałego na miejscu pałacu budynku poczty głównej, zniszczonej następnie w 1945 roku. Portal jest bogato udekorowany; balkon wsparty jest na dwóch pilastrach i dwóch kolumnach w porządku korynckim. Nad pracami budowlanymi i rekonstrukcyjnymi czuwał architekt i konserwator zabytków Edmund Małachowicz.

## Lata powojenne
Po II wojnie światowej w kamienicy Pod Złotym Orłem mieścił się zakład fryzjerski, a od 1996 roku znajduje się w niej Karczma Lwowska.